# Cotyachryson sulcicorne
Cotyachryson sulcicorne är en skalbaggsart som först beskrevs av Germain 1898.  Cotyachryson sulcicorne ingår i släktet Cotyachryson och familjen långhorningar. Inga underarter finns listade i Catalogue of Life.